# Distrito electoral federal 18 de Jalisco
El Distrito electoral federal 18 de Jalisco es uno de los 300 Distritos electorales en los que se encuentra dividido el territorio de México para la elección de diputados federales y uno de los 20 en los que se divide el estado de Jalisco. Su cabecera es la ciudad de Autlán de Navarro.

## Integración actual
El Distrito 18 de Jalisco está conformado por 22 municipios de la zona suroeste de Jalisco: Ameca, Atengo, Autlán de Navarro, Ayutla, Casimiro Castillo, Cihuatlán, Cuautitlán de García Barragán, Cuautla, Chiquilistlán,  Ejutla, El Grullo, El Limón, Juchitlán, La Huerta,  Tecolotlán, Tenamaxtlán, Tolimán, Tonaya, Tuxcacuesco, Unión de Tula, Villa Purificación y Zapotitlán de Vadillo.

## Integraciones anteriores

### Integración 1996 - 2015
La división territorial del Distrito Electoral 18 del Estado de Jalisco en el período del 2005 al 2015 estaba conformado por un total de 19 municipios. En la actualidad ya no forman parte del distrito los municipios de: Atemajac de Brizuela, Cocula, Villa Corona y San Martín Hidalgo.
Entre 1996 y 2004 el 18 Distrito se encontraba ubicado en la misma zona del estado de Jalisco, integrado por los mismos municipios con la única excepción del de Ameca, y sumando los de Atengo, Ayutla, Cuautla, La Huerta y Villa Purificación.

## Diputados por el distrito
| Diputado                                                      | Grupo parlamentario | Legislatura   | Periodo     |
| ------------------------------------------------------------- | ------------------- | ------------- | ----------- |
| Apolonio Angulo                                               |                     | IV            | 1867 - 1868 |
| Mariano Riva Palacio                                          |                     | V             | 1869 - 1871 |
| Vacante                                                       | Vacante             | VI            | 1871 - 1873 |
| Román Pacheco                                                 |                     | VII           | 1873 - 1875 |
| Vacante                                                       | Vacante             | VIII          | 1875 - 1878 |
| Salvador Vallarta                                             |                     | IX            | 1878 - 1880 |
| Vacante                                                       | Vacante             | X             | 1880 - 1882 |
| Felipe Naranjo                                                |                     | XI            | 1882 - 1884 |
| Ramón Corral                                                  |                     | XII           | 1884 - 1886 |
| Luis Pombo                                                    |                     | XIII          | 1886 - 1888 |
| Mariano Ruiz                                                  |                     | XIV           | 1888 - 1890 |
| Manuel M. Tortolero                                           |                     | XV            | 1890 - 1892 |
| Manuel Briseño Ortega                                         |                     | XVI           | 1892 - 1894 |
| Luis Pérez Verdía y Villaseñor                                |                     | XVII XVIII    | 1894 - 1898 |
| Celso G. Ceballos                                             |                     | XIX           | 1898 - 1900 |
| Manuel M. Plata                                               |                     | XX XXI XXII   | 1900 - 1906 |
| Vacante                                                       | Vacante             | XXIII XXIV    | 1906 - 1910 |
| Alberto Crespo                                                |                     | XXV           | 1910 - 1912 |
| Jacinto Cortina Fuente                                        |                     | XXVI          | 1912 - 1913 |
| Paulino Machorro y Narváez                                    |                     | Constituyente | 1916 - 1917 |
| Basilio Vadillo                                               |                     | XXVII XXVIII  | 1917 - 1920 |
| Juan José Ortega                                              |                     | XXIX          | 1920 - 1922 |
| Paulino Manzano                                               |                     | XXX           | 1922 - 1924 |
| Felipe Pérez                                                  |                     | XXXI          | 1924 - 1926 |
| Ignacio H. Santana                                            |                     | XXXII         | 1926 - 1928 |
| Benigno Palencia                                              | PRJ                 | XXXIII        | 1928 - 1930 |
| El distrito 18 es suprimido en 1930. Es restablecido en 1979. |                     |               |             |
| Felipe López Prado                                            |                     | LI            | 1979 - 1982 |
| Alfredo Barba Hernández                                       |                     | LII           | 1982 - 1985 |
| David Serrano Acosta                                          |                     | LIII          | 1985 - 1988 |
| Antonio Álvarez Esparza                                       |                     | LIV           | 1988 - 1991 |
| Alfredo Barba Hernández                                       |                     | LV            | 1991 - 1994 |
| Hugo Fernando Rodríguez Martínez                              |                     | LVI           | 1994 - 1997 |
| Emilio González Márquez                                       |                     | LVII          | 1997 - 1999 |
| Antonio Mendoza Olivares                                      |                     |               | 1999 - 2000 |
| Marcelo García Morales                                        |                     | LVIII         | 2000 - 2003 |
| Javier Galván Guerrero                                        |                     | LIX           | 2003 - 2006 |
| José Nicolás Morales Ramos                                    |                     | LX            | 2006 - 2009 |
| Carlos Luis Meillon Johnston                                  |                     | LXI           | 2009 - 2012 |
| Gabriel Gómez Michel                                          |                     | LXII          | 2012 - 2014 |
| Ignacio Mestas Gallardo                                       | 2014 - 2015         | LXII          |             |
| Jesús Zúñiga Mendoza                                          |                     | LXIII         | 2015 - 2018 |
| Mónica Almeida López                                          |                     | LXIV          | 2018 - 2021 |
| José Guadalupe Fletes Araiza                                  |                     | LXV           | 2021 - 2024 |